# 壬生宇太麻呂
壬生 宇太麻呂（みぶ の うだまろ、生没年不詳）は、奈良時代の官人。名は宇多麻呂、宇陀麻呂、于太万呂とも記される。姓は使主。官位は外従五位下・玄蕃頭。勲位は勲十二等。

## 経歴
聖武朝の天平6年（734年）少外記を務めていた際、造公文使録事として出雲国へ派遣される（『出雲国計会帳』）。この時の位階は正七位上、勲位は勲十二等。天平8年（736年）遣新羅大判官に任ぜられて、大使・阿倍継麻呂に従って新羅に渡る。この時に詠んだ和歌5首が「大判官」の作として『万葉集』に採録されている。しかし、帰途において大使・阿倍継麻呂は対馬で病死、副使・大伴三中は疫病に感染して入京できなかったため、宇太麻呂は少判官・大蔵麻呂と入京し、帰朝報告を行う。ここで、新羅がこれまでの礼儀を無視し、使節の使命を受け入れなかったことを奏上した。これに基づいて官人45名が内裏に召集され、対策のための意見の陳述が行われた。その後、天平10年（738年）上野介を務めていたことが見え。天平18年（746年）外従五位下・右京亮に叙任される。
孝謙朝の天平勝宝2年（750年）但馬守に任ぜられて地方官に転じており、同年6月26日付の「但馬国牒」に「守外従五位下勲十二等壬生使主宇太万侶」の自署が見える。天平勝宝6年（754年）玄蕃頭として京官に復した。

## 官歴
注記のないものは『続日本紀』による。
- 天平6年（734年） 4月：見正七位上、少外記、勲十二等[7][8]
- 時期不詳：従六位上
- 天平9年（737年） 正月27日：見遣新羅使大判官
- 時期不詳：正六位上
- 天平10年（738年） 4月：見上野介[2]
- 天平18年（746年） 4月22日：外従五位下。8月8日：右京亮
- 天平勝宝2年（750年） 5月14日：但馬守
- 天平勝宝6年（754年） 7月13日：玄蕃頭